# ミッキー・ファン・デ・フェン
ミッキー・ファン・デ・フェン（Micky van de Ven , 2001年4月19日 - ）は、オランダ・北ホラント州ウォルメル出身のサッカー選手。プレミアリーグ・トッテナム・ホットスパーFC所属。オランダ代表。ポジションはDF。

## クラブ経歴
2013年にFCフォレンダムのユースアカデミーに入所。2018年にU-19ユースチームに昇格すると、2019-20シーズンはチームIIで6試合に出場した後にトップチームに昇格。同シーズンはエールステ・ディヴィジ (2部リーグ)ながら先発に定着。
2021年8月31日、VfLヴォルフスブルクと4年契約を締結したことが発表された。
2023年8月8日、トッテナム・ホットスパーFCに移籍した。 6年契約で、移籍金は3450万ポンドとみられている。時速37.38kmを記録し、今季のプレミアリーグ最速記録だった。

## 代表経歴
VfLヴォルフスブルクへ移籍する前は代表に縁が無かったが、2022年10月、ヴォルフスブルクでの活躍から2022 FIFAワールドカップに臨むオランダ代表予備登録メンバー選出された。フル代表0キャップのサプライズ選出が期待されたが、惜しくも最終登録メンバーからは漏れた。